# Telegonus Mensae
Le Telegonus Mensae sono una struttura geologica della superficie di Io.